# Алексеевка (Генический район)
Алексеевка (укр. Олексіївка, до 2016 г. — Щорсовка) — село в Генической городской общине Генического района Херсонской области Украины.
Население по переписи 2001 года составляло 1046 человек. Почтовый индекс — 75554. Телефонный код — 5534. Код КОАТУУ — 6522188501.